# High Kick: Revenge of the Short Legged
High Kick: Revenge of the Short Legged (en hangul, 하이킥! : 짧은 다리의 역습) también conocida como High Kick 3, es una serie de televisión surcoreana de comedia de situación emitida entre 2011-2012 en torno de la vida de la familia Ahn y sus vecinos, explorando la vida de los que se relacionan con la familia, compartiendo diferentes experiencias y uniéndolos en comunidad.
Es protagonizada por Ahn Nae-sang, Yoon Yoo Sun, Yoon Kye Sang, Seo Ji Seok, Lee Jong Suk y Krystal Jung. Fue transmitida en su país de origen por MBC desde el 19 de septiembre de 2011 hasta el 29 de marzo de 2012, finalizando con una extensión de 123 episodios, emitidos de lunes a viernes las 19:45 (KST).

## Argumento
Nae Sang es un socio comercial que ha malversado fondos de una compañía, huye del país, deja una montaña de deudas y una horda de acreedores enojados. Ante la perspectiva de ir a la prisión de deudores, Nae Sang frenéticamente recoge su familia (su esposa en medio de una sesión de masaje, su hijo durante un partido de hockey sobre hielo y su hija que acababa de llegar de Los Ángeles) y se escapa a la campo.
En la quiebra y sin hogar, la familia no tiene lugar para pasar la noche después de Nae Sang planes para vivir con su tío a través de gran caída (el viejo hombre ha muerto y vendido su casa). En su desesperación, que ellos llaman al hermano menor de Yoo Sun, Kye Sang, y deciden ir a vivir a la casa que comparte con Ji Seok, otro hermano más joven de Yoo Sun.
Posteriormente comienza la relación entre Ha Sun y Ji Seok, la búsqueda de Jin Hee de obtener una carrera estable, el triángulo de amor unilateral entre Ji Won, Jin Hee y Kye Sang, y el amor no correspondido de Jong Suk y Ji Won .

## Reparto

### Principal
Casa Ahn / Yoon
- Ahn Nae-sang como Ahn Nae Sang.[3]
- Yoon Yoo Sun como Yoon Yoo Sun.
- Yoon Kye Sang como Yoon Kye Sang.[4]
- Seo Ji Seok como Yoon Ji Suk.
- Lee Jong Suk como Ahn Jong Suk.[5]
- Krystal Jung como Ahn Soo Jung.

Casa de Park Ha Sun
- Park Ha Sun como Park Ha Sun.
- Kim Ji Won como Kim Ji Won.
- Kim Hyun-soo como Kim Ji Won joven
- Baek Jin Hee como Baek Jin Hee.
- Julien Kang como Julien.[6]

### Secundario
Escuela preparatoria
- Go Young Wook como Go Young Wook.
- Kang Seung Yoon como Kang Seung Yoon.
- Lee Juk como Lee Juk.
- Park Jin Joo como Hong Bo Hee.

### Otros
Apariciones especiales
- Choi Eun Kyung.
- Woo Hyun como el mismo.
- Hyun Byung Soo.
- Jung Dong Kyu como Kang Do Suk.
- Kim Hak Chul como Park Kyu.
- Jung Byung Ho.
- Kim Min Young como Amigo de Min Young.
- Oh Kyung Soo como Editor.
- Moon Sung Hyuk como Productor.
- Kim Kyung Ryong como Kim Jung Il.
- Jung Jae Hyung.
- Park Hee Jin.
- Yang Han Yeol.
- Joo Da Young como Fanática.
- Kim Min Ha como Fanática.
- Shim Ha Yeon.
- Lee Se Rang.
- Jung Il Woo.
- Lee Sung Bae.
- Kang Sung Bum.
- Jung Joo Ri.
- Park Hae Mi.
- Bronwyn Mullen.
- Lee Tae Min.
- Shin Se Kyung.
- Lee Dae Ro.
- Lee Seung Yoon.
- Bang Eun Hee como Madre de Seung Yoon.
- Yoon Seo Hyun.
- Jung Bo Suk.
- Yoon Shi Yoon.
- Choi Daniel como Lee Ji Hoon.
- Hwang Jung Eum.
- Kim Bum.
- Jin Ji Hee como Jung Hae Ri.
- Kim Ji Hyun.
- Park Sung Deok como Moon Young Deok.
- Jung Ga-ram.

## Banda sonora
- Lee Jeok ft. Dynamic Duo - «High Kick 3: The Revenge of the Short Legged»
- Lee Jeok - «Voce»
- Lee Jeock - «Why Am I»

## Emisión internacional
- Japón: KNTV.[7]